# FPS Tczew
Fabryka Przekładni Samochodowych (FPS Tczew) – fabryka należąca za czasów PRL do Zjednoczenia Przemysłu Motoryzacyjnego POLMO. Zajmowała się produkcją skrzyń biegów do samochodów osobowych, dostawczych i ciężarowych.
W 1881 r. berliński przedsiębiorca Willy Paul Gustaw Muscate jako prokurent przedsiębiorstwa założonego przez brata A.P. Muscate organizuje filię przedsiębiorstwa w Tczewie produkującą maszyny rolnicze.
Po wojnie zakład został przejęty przez władze polskie jako Przedsiębiorstwo Państwowe Traktorów i Maszyn Rolniczych.
W 1968 roku zakład w Tczewie wszedł w skład Zjednoczenia Przemysłu Motoryzacyjnego POLMO jako Fabryka Przekładni Samochodowych FPS POLMO.
W latach 70. rozpoczęto produkcję nowoczesnych wyrobów na licencji niemieckiej firmy ZF, m.in. modeli S5-45 (do samochodów Star 200, Star 244, Star 266, Star 1142), S6-90 do samochodów Jelcz 415 oraz S4-95 do autobusów Autosan H9, Jelcz PR110.
W 1995 roku FPS Polmo w Tczewie sprywatyzowano, a jej właścicielem stał się Sobiesław Zasada Centrum S.A.
W 1998 roku amerykański koncern Eaton Corporation przejął mieszczące się w Tczewie przedsiębiorstwo FPS S.A. od Grupy Zasada.
Od 2005 r. w Eaton Tczew montowane są także sprężarki mechaniczne, znane np. z silników Mercedes-Benz Kompressor, VW 1,4TSI, AUDI 3,0 TFSI (kompressor/supercharger).